# Prótesis (Antigua Grecia)

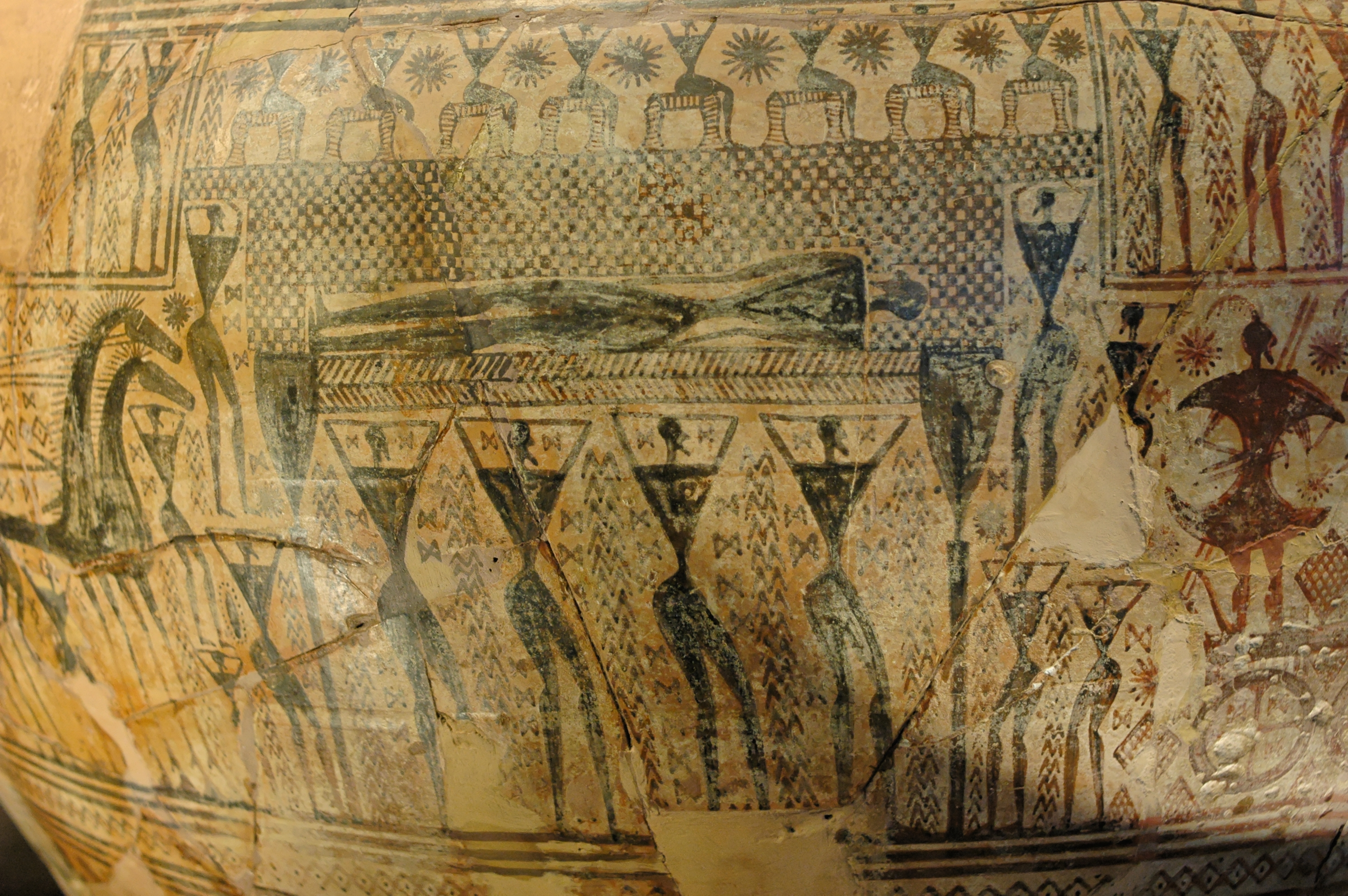
Escena de próthesis que representa a un difunto en su lecho fúnebre rodeado de plañideras en una crátera del Maestro del Dípilon, c. 750 a. C. (Museo del Louvre A 517).

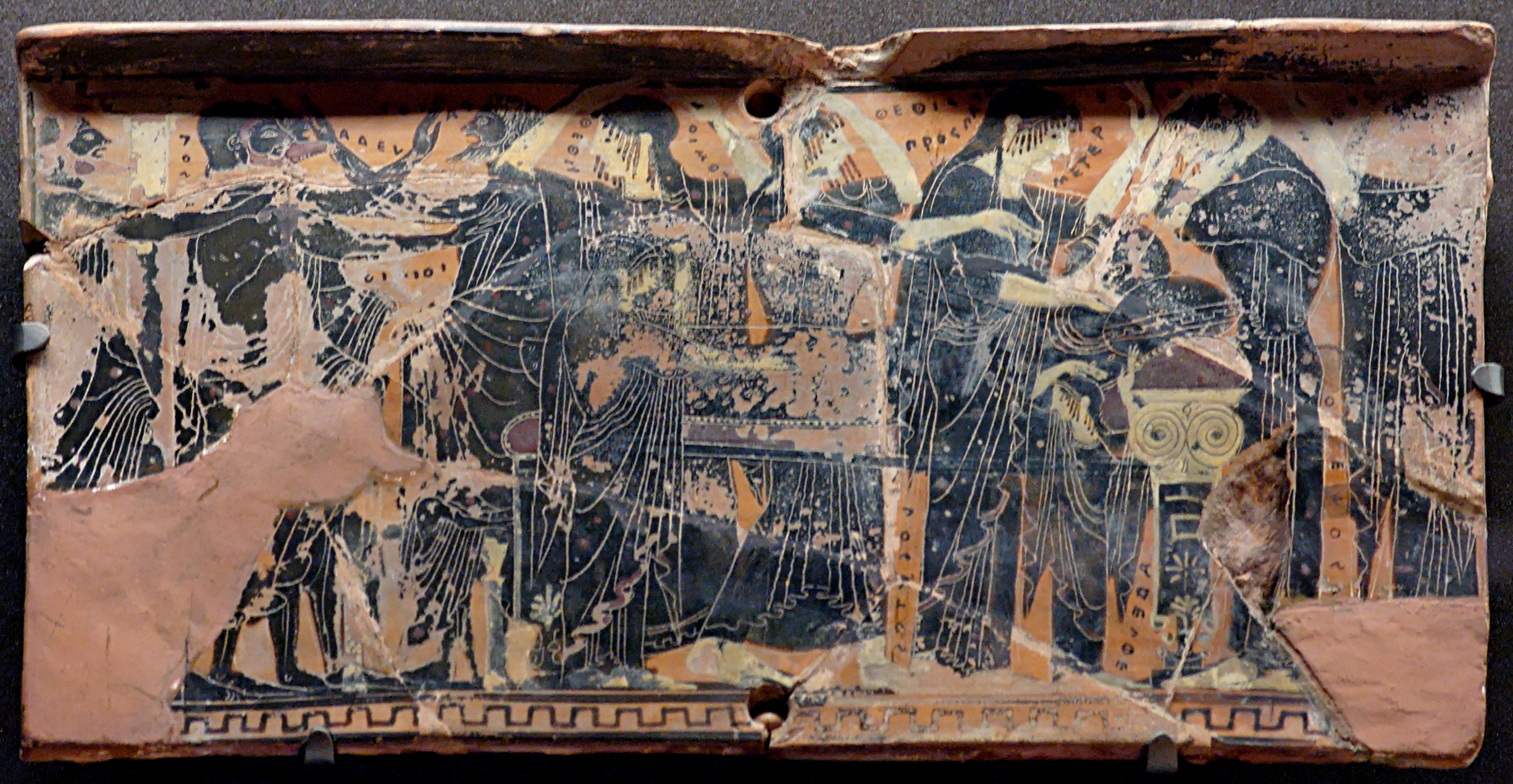
Pínax ático de figuras negras con escena de prótesis. c. 500 a. C. Museo del Louvre.

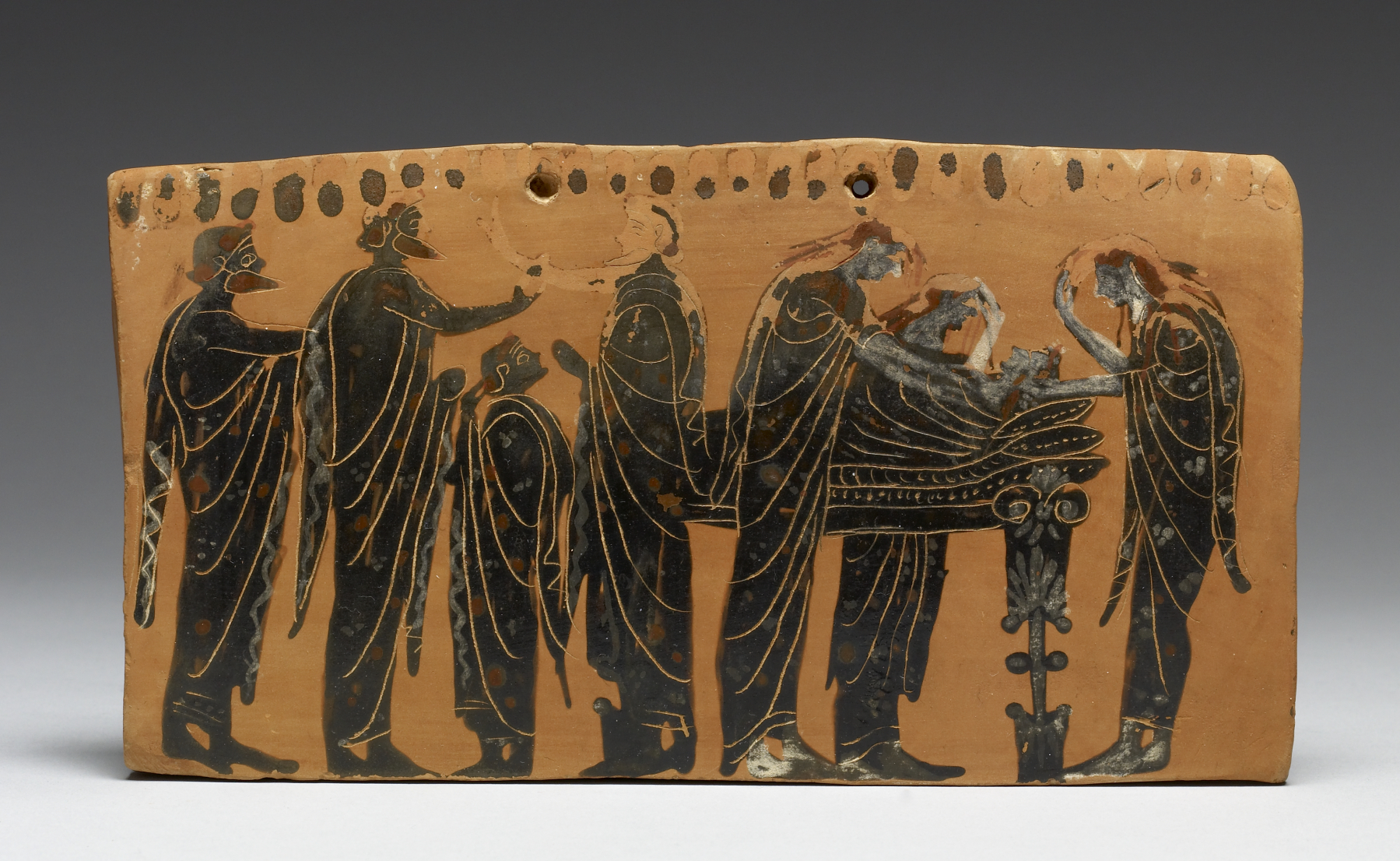
Prótesis en un pínax de figuras negras del Pintor de Gela. Segunda mitad del Walters Art Museum, Baltimore.

Una prótesis, prócesis o próthesis (del griego antiguo πρόθεσις , próthesis, de πρό, "ante, en vez de" y θεσις "el conjunto, el lugar"), en la Antigua Grecia, era el acto de exposición del cuerpo de una persona fallecida, antes de los funerales.
La prótesis formaba parte integral del ritual funerario griego, al menos desde el siglo VIII a. C. En este caso, después de lavado y vestido por las mujeres, el cuerpo era colocado usualmente en un lecho denominado kline (en griego, κλίνη) y se le cubría con un manto denominado fáros (en griego, φάρος pharos). Ante el difunto, era llorado por parientes y plañideras.
Como una evidencia indirecta de la importancia de este acto, se han encontrado además escenas de prótesis con klinai funerarios en tumbas del siglo VIII a. C., en particular, en representaciones en cerámicas geométricas , lo que sugiera la gran importancia de este ritual. Casi al mismo tiempo o un poco más tarde, deben notarse las epopeyas homéricas que también describen la prótesis como parte integral de las ceremonias funerarias de los grandes héroes griegos.
Uno de los temas favoritos en los relieves de placas de terracota que cubrían las tumbas rectangulares del Ática de finales del siglo VII a. C. es la prótesis, donde destacan las plañideras tirándose de los pelos junto a los féretros.
Su nombre es mencionado por primera vez en una inscripción del siglo VI a. C. La mención propiamente literaria más antigua se encuentra en Platón. Sin embargo, ya existen descripciones de escenas de prótesis en Homero.
Una ley de Solón limitó la prótesis en Atenas a la casa y debía durar sólo un día.